# Estadio General Ángel Flores

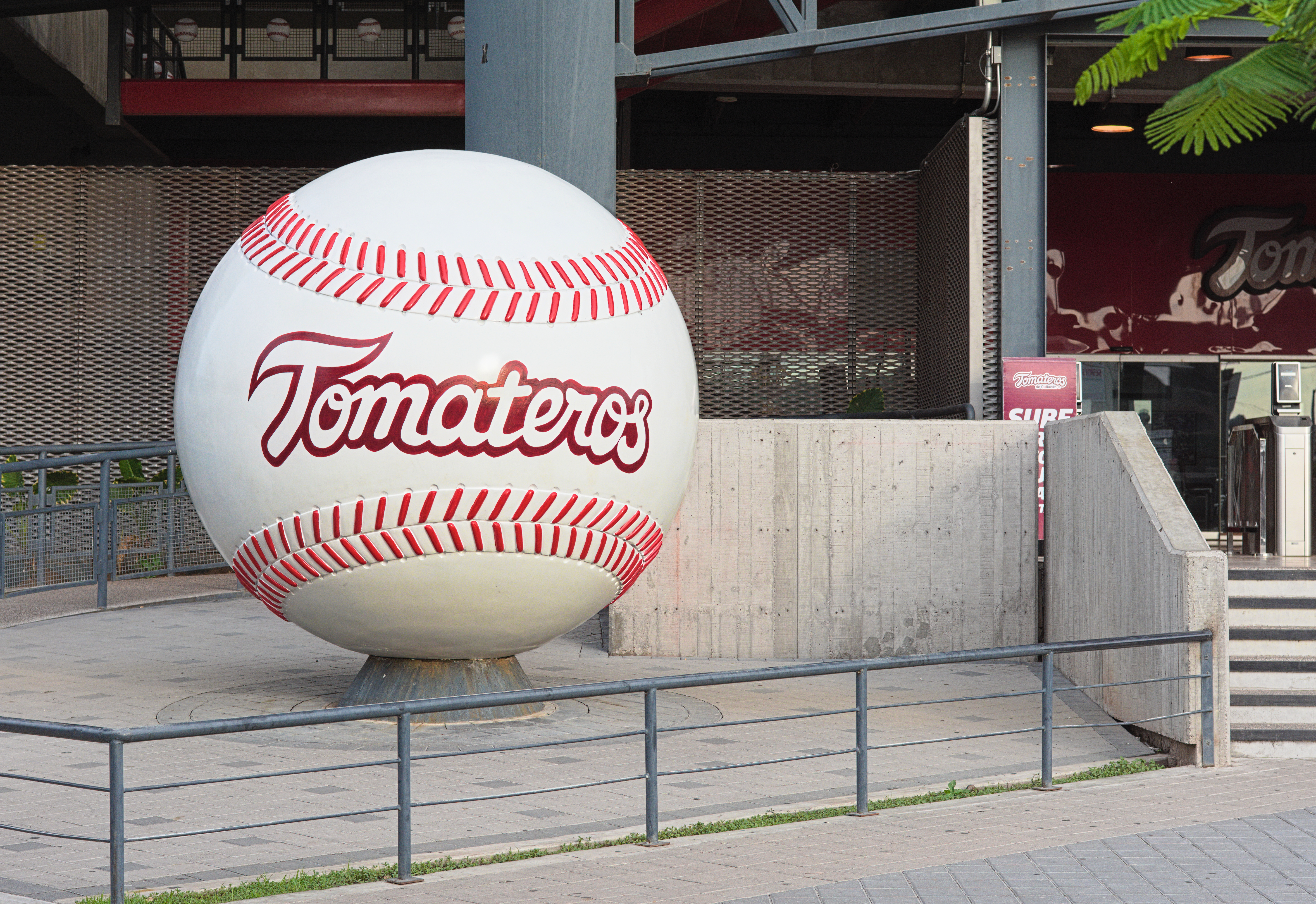
Pelota gigante en el estadio de los Tomateros, en Culiacán, Sinaloa, México. 2019

El Estadio General Ángel Flores fue un estadio de béisbol que estuvo ubicado en la ciudad de Culiacán, Sinaloa. Fue la casa de los Tomateros de Culiacán hasta la temporada 2014-15, equipo mexicano de béisbol profesional que participa en la Liga Mexicana del Pacífico. 
El estadio se utilizó durante 66 años, sin embargo en febrero de 2015 el estadio fue demolido en su totalidad y en el mismo terreno se llevó a cabo la construcción de un nuevo estadio de béisbol. 
El estadio Gral. Ángel Flores fue escenario de 16 series finales, 5 campeonatos de Liga de la Costa del Pacífico, 10 campeonatos de Liga Mexicana del Pacífico, 4 juegos de las estrellas, 1 serie del Caribe y 1 juego de exhibición de Grandes Ligas.
También fue escenario de diversos eventos deportivos y del mundo de la farándula. El 13 de noviembre de 1976 se celebró ahí la primera pelea de box de campeonato mundial en la historia de Sinaloa, entre el monarca de peso gallo Carlos Zárate y el japonés Waruinge Nakayama, quien fue noqueado en cuatro asaltos.   

## Historia

### Construcción
La necesidad de construir un nuevo estadio se hizo patente al inicio de la tercera temporada (1947-48). La inestabilidad que presentaba el permiso de la Universidad Autónoma de Sinaloa para utilizar el estadio así como el reducido cupo que permitía esa instalación, obligaron al nuevo Presidente del Club, Manuel Félix León, iniciar acciones para formar un Comité Pro Construcción del estadio, el cual se integró por Alfonso J. Zaragoza, Presidente; Lic. Benjamín J. López, Secretario; y José Díaz Garza, Tesorero.
La primera acción del Comité fue buscar un terreno, lo encontraron en el barrio La Galera, terrenos que pertenecían al Ferrocarril Occidental, conocido como “Tacuarinero”, y propiedad de la familia Almada Calles, que encabezaba en industrial don Jorge Almada Salido.
El Comité logró que don Jorge, hombre de reconocido prestigio por su bonhomía y altruismo, les cediera gratuitamente el terreno solicitado lo cual significó el despegue del proyecto, que pronto se inició bajo la supervisión del Ing. Constantino Haza, gran aficionado y en ese momento a cargo de la Presidencia de la Liga; fue terminado en menos de un año, poniéndose al servicio del Club el 13 de noviembre de 1948 un mes después de iniciada la temporada 1948-49.
Muchas anécdotas existen en torno al proceso de construcción de esta obra, desde la contribución del Ayuntamiento de Culiacán fijando un impuesto de 10 centavos Pro Estadio en cada boleto de admisión a los cines; las cervecerías aportaron 1.25 pesos por cada cartón de cerveza vendido en el estadio; el gobernador Gral. Pablo Macías Valenzuela aportó la cantidad de 5 mil pesos mensuales por el tiempo que duró la construcción; el Ayuntamiento presidido por Roberto Hernández donó la cantidad de 15 mil pesos y la afición se avocó a organizar fiestas y bailes para recaudar fondos para la obra.
Justo es mencionar la enorme contribución que hizo don Alfonso Zaragoza a la construcción del estadio, no solo proporcionando los recursos y materiales necesarios para que la obra no sufriera retrasos, sino con su supervisión directa y una administración absolutamente transparente y honesta como responsable del Comité.

### Nombre del Estadio
El nombre que se le impuso lo sugirió a la directiva del Club el Gobernador Macías Valenzuela en honor a uno de los más preclaros revolucionarios sinaloenses, el Gral. Ángel Flores. La primera bola en el acto de inauguración la lanzó el Secretario General de Gobierno Lic. Saúl Aguilar Pico.

### Remodelación
En 1994, se inicia la remodelación integral del viejo estadio, trabajos divididos en diferentes etapas. Los trabajos de remodelación comprendían de una nueva barda perimetral, pantalla gigante (única en Latinoamérica), equipo de sonido con 5,000 watts de potencia, nuevas torres de alumbrado con mayor grado de iluminación; gradas laterales; remodelación y ampliación de baños y taquillas, construcción de Palcos Premier, incremento en el área de butacas así como de palcos; construcción de más cabinas para prensa, radio, televisión; instalación de nuevos anuncios publicitarios en todo el estadio, una pantalla mensajera; ampliación y modernización del área comercial con nuevos locales; ampliación de los vestidores del equipo de casa y de visitantes, acondicionándolos con todo el equipo necesario para la atención de los jugadores. Con todas estas mejoras, el estadio Gral. Ángel Flores aumento su capacidad a 15,000 aficionados.
Nuevamente objeto de remodelaciones en el año 2000, el estadio aumento su capacidad, pasando de 15,000 a 16,000 quedando prácticamente listo para ser sede de la Serie del Caribe del año 2001.

## Juego de Estrellas

### Primer Juego de Estrellas
La 5.ª edición del juego de estrellas de la Liga de la Costa del Pacífico, fue celebrado el 18 de enero de 1950 en el estadio Ángel Flores, en Culiacán ante un lleno desbordante, jugaron los seleccionados mexicanos contra los extranjeros bajo la alineación siguiente: 
EXTRANJEROS: Cátcher: Clinton Courtney y Jimmy Steiner. Pitchers: Jack Brewer, Al Olsen, Bob Clear, Roy Partlow y Hal Hudson. Virgilio Arteaga (1b), Dick Cole (2b), Henry Robinson (3b), Sam Bankhead (ss), y jardineros Gene Thompson, Balcena,  Bill Curley y Minnor.
MEXICANOS:  Cátchers: Laureano Camacho y Germán Bay: Pitchers:  Tuza Ramírez, Cochihuila Valenzuela, Manuel Echeverría, Corazón Torres y Memo Luna. Ángel Castro (1b), Lou Ortiz (2b), Leo Rodríguez (3b), Huevito Álvarez (ss), y filders: Moscón Jiménez, Mala Torres, Felipe Montemayor y Bacatete Fernández.
Los extranjeros tuvieron de mánager a Art Lilly mientras que los mexicanos a Manuel Arroyo. El héroe indiscutible fue Lou Ortiz de Tijuana que impulsó cuatro carreras para que los nacionales vencieran por primera vez al equipo de extranjeros 4-2. 

### Segundo Juego de Estrellas
Para la 11.ª edición del juego de estrellas de la Liga de la Costa del Pacífico, se organizó un juego de estrellas entre los mejores jugadores de la Liga Invernal Veracruzana y la Liga de la costa del Pacífico. El primer juego se realizó en la Ciudad de México y el segundo en Culiacán.
El primer juego se realizó el día martes 27 de diciembre de 1955, la entrada se estimó en 25,000 aficionados al Parque del Seguro Social; el juego se transmitió por radio en cadena nacional, La Costa del Pacífico venció a la Liga Invernal Veracruzana 4 a 3.
El segundo juego se realizó el día martes 4 de enero de 1956, ante más de 10,000 aficionados que abarrotaron el estadio General Ángel Flores, la Costa del Pacífico se impuso a la Invernal Veracruzana al vencerlos 6-4.

## Cierre del Gral. Ángel Flores
Los Tomateros de Culiacán jugaron en las instalaciones del estadio Gral. Ángel Flores desde el sábado 13 de noviembre de 1948 hasta el 26 de enero de 2015 (66 años, 2 meses y 13 días), en el primer juego se enfrentaron a los Trigueros de Ciudad Obregón ganando los Tacuarineros de Culiacán con marcador de 3-2, el último juego fue contra Charros de Jalisco, el cual fue el quinto juego de la serie final, logrando la victoria los Tomateros con marcador de 4-3, coronándose como campeón, conquistando su décimo título.
El primer año que se jugó en el estadio Ángel Flores lograron el campeonato los Tacuarineros, el último año que se jugó en el Ángel Flores los Tomateros lograron el campeonato.
Los 3 primeros Juegos que se realizaron ganaron los Tacuarineros a los Trigueros de Obregón, los 3 últimos juegos que se realizaron ganaron los Tomateros a los Charros de Jalisco. 
| Datos Finales                         | Jugador                                           | Fecha               |
| Último Hit                            | Maxwell León (CLN)                                | 26 de enero de 2015 |
| Último Hit Doble                      | Sebastián Valle (JAL)                             | 25 de enero de 2015 |
| Último Hit Triple                     | Por Definir                                       | Por Definir         |
| Último Home Run                       | C.J. Retherford (JAL)                             | 26 de enero de 2015 |
| Última Base Robada                    | Maxwell León (CLN)                                | 26 de enero de 2015 |
| Última Base por Bola                  | Eduardo Arredondo (JAL)                           | 26 de enero de 2015 |
| Última Base por Golpe                 | Joey Meneses (CLN)                                | 26 de enero de 2015 |
| Última Base Intencional               | Emmanuel Ávila (MOC)                              | 2 de enero de 2015  |
| Última Carrera Producida              | C.J. Retherford (JAL)                             | 26 de enero de 2015 |
| Última Carrera Anotada                | C.J. Retherford (JAL)                             | 26 de enero de 2015 |
| Último Toque de sacrificio            | Ramiro Peña (CLN)                                 | 26 de enero de 2015 |
| Último Elevado de sacrificio          | Ramiro Peña (CLN)                                 | 26 de enero de 2015 |
| Último en Batear para Doble Play      | Sergio Omar Gastelum (CLN)                        | 26 de enero de 2015 |
| Último Robo de home                   | Por Definir                                       | Por Definir         |
| Último Bateador                       | Márquez Smith (JAL)                               | 26 de enero de 2015 |
| Última Blanqueada                     | Mochis 10-0 Culiacán                              | 2 de enero de 2015  |
| Último Ponche                         | Márquez Smith (JAL)                               | 26 de enero de 2015 |
| Último Out                            | Márquez Smith (JAL)                               | 26 de enero de 2015 |
| Último Pitcher ganador                | Anthony Vázquez (CLN)                             | 26 de enero de 2015 |
| Último Pitcher derrotado              | Marco Tovar (JAL)                                 | 26 de enero de 2015 |
| Último Pitcher cerrador               | Oscar Villareal (CLN)                             | 26 de enero de 2015 |
| Último Lanzamiento de la Primera Bola | Francisco "Paquin" Estrada                        | 26 de enero de 2015 |
| Último Juego                          |                                                   | 26 de enero de 2015 |
| Último Juego de Extrainnings          | Águilas de Mexicali                               | 19 de enero de 2015 |
| Último Juego sin hit ni carrera       | Rigoberto Beltrán, Gabe Molina y Marc Kroon (CLN) | 25 nov 2003         |
| Último Juego sin hit con carrera      | Horacio Piña (CLN)                                | 30 sep 1967         |
| Último equipo visitante               | Charros de Jalisco                                | 26 de enero de 2015 |
| Último Marcador                       | Culiacán 4-3 Jalisco                              | 26 de enero de 2015 |

### Nuevo Estadio Tomateros
El 17 de julio de 2013 se anunció la construcción de un nuevo estadio de Béisbol en la ciudad de Culiacán, donde actualmente juegan los Tomateros, este consta con cuatro niveles, con capacidad para 20,000 aficionados, tiene la pantalla más grande de Latinoamérica (33m x 11m), palcos elite, palcos premier, butacas numeradas y plateas, todo el estadio cuenta con butacas. Tiene amplios y cómodos accesos, rampas para discapacitados, elevadores, área comercial, 4 accesos vehiculares y 900 cajones de estacionamiento. 